# HC Brno
HC Brno (celým názvem: Hockey Club Brno) byl český klub ledního hokeje, který sídlil v brněnské Ponavě v Jihomoravském kraji. Založen byl v roce 1910 pod názvem SK Královo Pole v brněnské městské části Králově Poli a patřil tím mezi první hokejové kluby v Brně. Svůj poslední název nesl od roku 1992. V letech 1949 až 1957, 1958/59 a naposled v ročníku 1975/1976 hrával tehdejší Spartak, později Ingstav nejvyšší československou hokejovou ligu. Královopolský klub zanikl ke konci roku 1993 po převedení práv do Přerova. Klubové barvy byly modrá a bílá.
Své domácí zápasy odehrává na zimním stadionu Za Lužánkami s kapacitou 10 200 diváků.

## Historické názvy
Zdroj: 
- 1910 – SK Královo Pole (Sportovní klub Královo Pole)
- 1948 – Sokol Královo Pole
- 1949 – ZSJ GZ Královo Pole (Základní sportovní jednota Gottvaldovy závody Královo Pole)
- 1952 – DSO Spartak Královo Pole (Dobrovolná sportovní organizace Spartak Královo Pole)
- 1956 – TJ Spartak Královo Pole (Tělovýchovná jednota Spartak Královo Pole)
- 1960 – TJ Spartak KPS Brno (Tělovýchovná jednota Spartak Královopolská strojírna Brno)
- 1969 – TJ Ingstav Brno (Tělovýchovná jednota Ingstav Brno)
- 1982 – TJ Lokomotiva Ingstav Brno (Tělovýchovná jednota Lokomotiva Ingstav Brno)
- 1990 – HC Brno (Hockey Club Brno)
- 1991 – HC Boby Sport Brno (Hockey Club Boby Sport Brno)
- 1992 – HC Brno (Hockey Club Brno)

## Přehled ligové účasti
Stručný přehled
Zdroj: 
- 1943–1944: Divize – sk. Východ (2. ligová úroveň v Protektorátu Čechy a Morava)
- 1945–1946: Divize – sk. Východ (2. ligová úroveň v Československu)
- 1946–1949: Moravskoslezská divize – sk. B (2. ligová úroveň v Československu)
- 1949–1951: 1. liga (1. ligová úroveň v Československu)
- 1951–1953: 1. liga – sk. B (1. ligová úroveň v Československu)
- 1953–1954: 1. liga – sk. C (1. ligová úroveň v Československu)
- 1954–1956: 1. liga – sk. A (1. ligová úroveň v Československu)
- 1956–1957: 1. liga (1. ligová úroveň v Československu)
- 1957–1958: 2. liga – sk. A (2. ligová úroveň v Československu)
- 1958–1959: 1. liga (1. ligová úroveň v Československu)
- 1959–1960: 2. liga – sk. B (2. ligová úroveň v Československu)
- 1960–1961: 2. liga – sk. A (2. ligová úroveň v Československu)
- 1961–1962: Jihomoravský krajský přebor (3. ligová úroveň v Československu)
- 1962–1963: 2. liga – sk. B (2. ligová úroveň v Československu)
- 1963–1968: 2. liga – sk. C (2. ligová úroveň v Československu)
- 1968–1969: Jihomoravský krajský přebor (3. ligová úroveň v Československu)
- 1969–1973: 1. ČNHL – sk. B (2. ligová úroveň v Československu)
- 1973–1975: 1. ČNHL (2. ligová úroveň v Československu)
- 1975–1976: 1. liga (1. ligová úroveň v Československu)
- 1976–1979: 1. ČNHL (2. ligová úroveň v Československu)
- 1979–1983: 1. ČNHL – sk. B (2. ligová úroveň v Československu)
- 1983–1993: 1. ČNHL (2. ligová úroveň v Československu)
- 1993–1994: 1. liga (2. ligová úroveň v České republice)

Jednotlivé ročníky
Zdroj: 
Legenda: červené podbarvení - sestup, zelené podbarvení - postup, fialové podbarvení - reorganizace, změna skupiny či soutěže
| Protektorát Čechy a Morava (1943 – 1944) |                                |        |    |     |                                                          |          |                  |
| Ročník                                   | Soutěž                         | Úroveň | PK | ZČ  | Play-off                                                 | Cel. um. | Pozn.            |
| 1943/1944                                | Divize – sk. Východ            | 2.     | 5  | 3.  |                                                          | 3.       |                  |
| Československo (1945 – 1993)             |                                |        |    |     |                                                          |          |                  |
| Ročník                                   | Soutěž                         | Úroveň | PK | ZČ  | Play-off                                                 | Cel. um. | Pozn.            |
| 1945/1946                                | Divize – sk. Východ            | 2.     | 6  | 2.  |                                                          | 2.       |                  |
| 1946/1947                                | Moravskoslezská divize – sk. B | 2.     | 6  | 1.  |                                                          | 1.       | Finále           |
| 1947/1948                                | Moravskoslezská divize – sk. B | 2.     | 6  | –.  |                                                          | –.       | Soutěž nedohrána |
| 1948/1949                                | Moravskoslezská divize – sk. B | 2.     | 6  | 1.  |                                                          | 1.       | Kvalifikace      |
| 1949/1950                                | 1. liga                        | 1.     | 8  | 5.  |                                                          | 5.       |                  |
| 1950/1951                                | 1. liga                        | 1.     | 8  | 3.  |                                                          | 3.       |                  |
| 1951/1952                                | 1. liga – sk. B                | 1.     | 6  | 4.  |                                                          | 4.       |                  |
| 1952/1953                                | 1. liga – sk. B                | 1.     | 7  | 2.  |                                                          | 2.       | Finále           |
| 1953/1954                                | 1. liga – sk. C                | 1.     | 6  | 3.  |                                                          | 3.       |                  |
| 1954/1955                                | 1. liga – sk. A                | 1.     | 8  | 5.  |                                                          | 5.       |                  |
| 1955/1956                                | 1. liga – sk. A                | 1.     | 7  | 6.  |                                                          | 6.       |                  |
| 1956/1957                                | 1. liga                        | 1.     | 14 | 12. |                                                          | 12.      | Kvalifikace      |
| 1957/1958                                | 2. liga – sk. A                | 2.     | 9  | 1.  |                                                          | 1.       | Postup           |
| 1958/1959                                | 1. liga                        | 1.     | 12 | 12. |                                                          | 12.      | Sestup           |
| 1959/1960                                | 2. liga – sk. B                | 2.     | 12 | 4.  |                                                          | 4.       |                  |
| 1960/1961                                | 2. liga – sk. A                | 2.     | 12 | 11. |                                                          | 11.      | Sestup           |
| 1961/1962                                | Jihomoravský krajský přebor    | 3.     | –  | –   | –                                                        | –        | Postup           |
| 1962/1963                                | 2. liga – sk. B                | 2.     | 12 | 3.  |                                                          | 3.       |                  |
| 1963/1964                                | 2. liga – sk. C                | 2.     | 8  | 1.  |                                                          | 1.       | Kvalifikace      |
| 1964/1965                                | 2. liga – sk. C                | 2.     | 8  | 3.  |                                                          | 3.       |                  |
| 1965/1966                                | 2. liga – sk. C                | 2.     | 8  | 4.  |                                                          | 4.       |                  |
| 1966/1967                                | 2. liga – sk. C                | 2.     | 8  | 3.  |                                                          | 3.       |                  |
| 1967/1968                                | 2. liga – sk. C                | 2.     | 8  | 8.  |                                                          | 8.       | Sestup           |
| 1968/1969                                | Jihomoravský krajský přebor    | 3.     | –  | –   | –                                                        | –        | Postup           |
| 1969/1970                                | 1. ČNHL – sk. B                | 2.     | 14 | 8.  |                                                          | 8.       |                  |
| 1970/1971                                | 1. ČNHL – sk. B                | 2.     | 14 | 4.  |                                                          | 4.       |                  |
| 1971/1972                                | 1. ČNHL – sk. B                | 2.     | 14 | 4.  |                                                          | 4.       |                  |
| 1972/1973                                | 1. ČNHL – sk. B                | 2.     | 14 | 4.  |                                                          | 4.       |                  |
| 1973/1974                                | 1. ČNHL                        | 2.     | 12 | 2.  |                                                          | 2.       |                  |
| 1974/1975                                | 1. ČNHL                        | 2.     | 12 | 1.  |                                                          | 1.       | Kvalifikace      |
| 1975/1976                                | 1. liga                        | 1.     | 12 | 12. |                                                          | 12.      | sk. o udr.       |
| 1976/1977                                | 1. ČNHL                        | 2.     | 12 | 2.  |                                                          | 2.       |                  |
| 1977/1978                                | 1. ČNHL                        | 2.     | 12 | 8.  |                                                          | 8.       |                  |
| 1978/1979                                | 1. ČNHL                        | 2.     | 12 | 6.  |                                                          | 6.       |                  |
| 1979/1980                                | 1. ČNHL – sk. B                | 2.     | 12 | 3.  |                                                          | 3.       |                  |
| 1980/1981                                | 1. ČNHL – sk. B                | 2.     | 12 | 3.  |                                                          | 3.       | Finále           |
| 1981/1982                                | 1. ČNHL – sk. B                | 2.     | 12 | 1.  |                                                          | 1.       | Finále           |
| 1982/1983                                | 1. ČNHL – sk. B                | 2.     | 12 | 1.  |                                                          | 1.       | Finále           |
| 1983/1984                                | 1. ČNHL                        | 2.     | 12 | 3.  |                                                          | 3.       |                  |
| 1984/1985                                | 1. ČNHL                        | 2.     | 12 | 7.  |                                                          | 7.       |                  |
| 1985/1986                                | 1. ČNHL                        | 2.     | 12 | 5.  |                                                          | 5.       |                  |
| 1986/1987                                | 1. ČNHL                        | 2.     | 12 | 3.  | O 3. místo (výhra 2:0 na zápasy nad TJ Slavia IPS Praha) | 3.       |                  |
| 1987/1988                                | 1. ČNHL                        | 2.     | 12 | 9.  |                                                          | 11.      | sk. o udr.       |
| 1988/1989                                | 1. ČNHL                        | 2.     | 12 | 11. |                                                          | 10.      | sk. o udr.       |
| 1989/1990                                | 1. ČNHL                        | 2.     | 12 | 5.  | Čtvrtfinále (prohra 1:2 na zápasy s TJ Šumavan Vimperk)  | 7.       |                  |
| 1990/1991                                | 1. ČNHL                        | 2.     | 14 | 13. |                                                          | 12.      | sk. o udr.       |
| 1991/1992                                | 1. ČNHL                        | 2.     | 14 | 10. |                                                          | 10.      | sk. o udr.       |
| 1992/1993                                | 1. ČNHL                        | 2.     | 14 | 11. |                                                          | 10.      | sk. o udr.       |
| Česko (1993 – 1994)                      |                                |        |    |     |                                                          |          |                  |
| Ročník                                   | Soutěž                         | Úroveň | PK | ZČ  | Play-off                                                 | Cel. um. | Pozn.            |
| 1993/1994                                | 1. liga                        | 2.     | 14 | 13. |                                                          | 13.      | Sestup           |